# Wädenswil
Wädenswil är en stad och kommun i distriktet Horgen i kantonen Zürich, Schweiz. Kommunen har 25 753 invånare (2023).
Kommunen består av ortsdelarna Wädenswil, Wädenswiler Berg, Au, Schönenberg och Hütten. Schönenberg och Hütten var tidigare egna kommuner, men inkorporerades den 1 januari 2019 i kommunen Wädenswil.
Wädenswil ligger vid Zürichsjön cirka 20 km sydöst om Zürich.

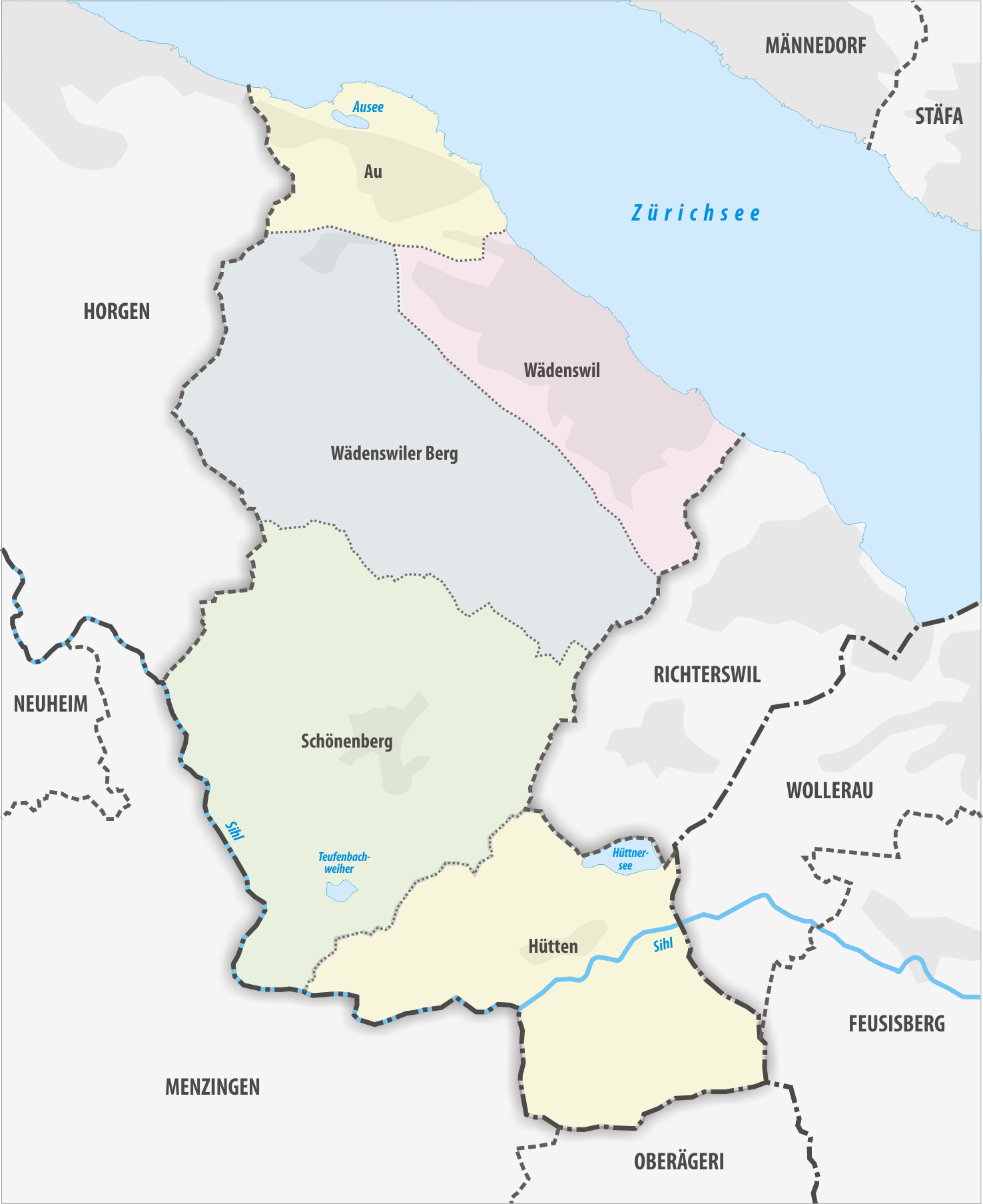
Wädenswils ortsdelar.